# Гласнович, Никита
Никита Гласнович (швед. Nikita Glasnović, род. 17 января 1995, Мальмё) — шведская тхэквондистка, призёр чемпионатов Европы и Европейских игр.

## Биография
Родилась в 1995 году в Мальмё. В 2014 году завоевала бронзовую медаль чемпионата Европы. В 2015 году стала бронзовой призёркой Европейских игр.